# Astragalus ramitensis
Astragalus ramitensis är en ärtväxtart som beskrevs av M.R. Rassulova. Astragalus ramitensis ingår i släktet vedlar, och familjen ärtväxter. Inga underarter finns listade i Catalogue of Life.